# ラヂオ気仙沼
株式会社ラヂオ気仙沼（ラヂオけせんぬま）は、宮城県気仙沼市の一部地域を放送区域として超短波放送（FM放送）を営む特定地上基幹放送事業者である。
ぎょっとエフエムの愛称でコミュニティ放送を行っている。

## 概要
2017年（平成29年）開局。
前身は東日本大震災による臨時災害放送局として開局したけせんぬまさいがいエフエム。
愛称の「ぎょっとエフエム」は、「港町気仙沼の「魚」と「新鮮で驚きにあふれた情報」をかけた」もの
。
代表取締役社長の昆野龍紀ら4人がマスメディア集中排除原則にいう支配関係

にある。
開局にあたり、当面は気仙沼市の支援を受ける。
市の委託事業として市政情報を日曜日を除く毎日放送するもので初年度は1400万円の支援を受けるが、向こう5年を目途に自立経営を目指すとしている。
送信所
| 送信所                                                       | 空中線電力 | 設置場所                                                   |
| ------------------------------------------------------------ | ---------- | ---------------------------------------------------------- |
| 親局                                                         | 20W        | 気仙沼市渡戸322-10                                         |
| 本吉中継局                                                   | 20W        | 気仙沼市本吉町津谷舘岡51-2（消防救急デジタル無線基地局内） |
| 唐桑中継局                                                   | 5W         | 気仙沼市唐桑町舘68（小原木公民館）                         |
| - 親局のコールサインは、JOZZ2BO-FM - 周波数は、すべて77.5MHz |            |                                                            |

放送エリアは気仙沼市。
インターネット配信はListenRadioによる。

## 沿革
- 2011年（平成23年）
  - 3月22日 - けせんぬまさいがいエフエム開局、免許人は気仙沼市、コールサインJOYZ2X-FM、周波数77.5MHz、空中線電力30W[6]
- 運営は、特定非営利活動法人気仙沼まちづくりセンター[2]
- 2016年（平成28年）
  - 11月7日 - 株式会社ラヂオ気仙沼設立[5]
- 2017年（平成29年）
  - 6月27日 - けせんぬまさいがいエフエム廃局[7]、親局および2中継局の特定地上基幹放送局の免許取得[8]
  - 7月1日 - 開局、ListenRadioによるインターネット配信開始
  - 9月19日 - 日本コミュニティ放送協会に加盟[9]
- 2019年
  - 4月 -  南町の内湾地区「まち・ひと・しごと交流プラザ」2階にサテライトスタジオ「内湾・ピア7スタジオ」 設置

## 主な番組（2023年5月現在）
- K-information（月曜 - 金曜 6:30 - 7:00、16:30 - 17:00、日曜 8:30 - 9:00、14:30 - 15:00、20:30 - 21:00）
- 大漁！艶歌（えんか）船（月曜 - 金曜 6:30 - 7:00）
- 直送！朝一便（月曜 - 金曜 7:00 - 10:00）
- Blue Ocean!（月曜 - 金曜 12:00 - 14:00）

　※TOKYO FMで放送しているBlue Oceanとは無関係。なお、放送開始はTOKYO FMのほうが早い（2008年10月1日放送開始）。
- 夕やけぎょっと倶楽部（月曜 - 金曜 17:00 - 19:00）
- GYO@AIR（月曜 - 金曜 15:00 - 16:00、再放送 月曜 - 金曜 11:00 - 12:00）
- おはなし隊 ラジオで読み聞かせ（日曜 8:00 - 8:30、再放送 日曜 14:00 - 14:30）

上記、自社制作番組以外はJ-WAVEの再送信、他のコミュニティ放送局が制作した番組などを放送している。

## 特別番組・不定期番組
- マイプレイリスト

## パーソナリティ
- 佐藤りか - 直送！朝一便!（月 - 金 7:00 - 10:00）など担当。
  - ご当地アイドルSCK GIRLSのボイストレーナー兼歌唱指導STAFF。
 KESENNUMA SONGS 実行委員会委員。防災士
- 松尾真実子 - BlueOcean!（月 - 金 12:00 - 14:00）など。
  - 一関市出身
- 西城淳 - 夕やけぎょっと倶楽部（月 - 金 17:00 - 19:00）など担当。